# Maurya rotundidenticula
Maurya rotundidenticula är en insektsart som beskrevs av Yuan 1988. Maurya rotundidenticula ingår i släktet Maurya och familjen hornstritar. Inga underarter finns listade i Catalogue of Life.